# Alex Fitzalan
Alex Fitzalan, född 26 april 1996 i Brisbane, är en australisk skådespelare.
Fitzalan har bland annat medverkat i TV-serierna The Society från 2019 och Vilda från 2022. Han har även medverkat i filmen Chevalier från 2022.

## Filmografi (i urval)
- 2019 – The Society (TV-serie)
- 2022 – Vilda (TV-serie)
- 2022 – Chevalier